# Lerista kennedyensis
Lerista kennedyensis este o specie de șopârle din genul Lerista, familia Scincidae, descrisă de Kendrick 1989. A fost clasificată de IUCN ca specie cu risc scăzut. Conform Catalogue of Life specia Lerista kennedyensis nu are subspecii cunoscute.